# Dieudonné Alfred Ancion
Baron Dieudonné Alfred Ancion (Luik, 2 november 1839 - 19 november 1923) was een Belgisch volksvertegenwoordiger, senator en industrieel.

## Levensloop
Ancion, telg uit het geslacht Ancion, de zoon van wapenfabrikant en burgemeester van Vorst Dieudonné J. Ancion (1800-1880) en van Henriette Lalaix (1812-1884), was burgerlijk mijningenieur van de Universiteit van Luik en werd, zoals zijn vader en ook zijn grootvader, industrieel wapenfabrikant. Hij trouwde in 1866 met Fanny Jamar (1844-1897), dochter van senator en uitbater van koolmijnen Walthère Jamar. 
Hoewel hij uit een liberaalgezinde familie stamde, engageerde Ancion zich voor de Katholieke Partij. Van 1874 tot 1886 was hij provincieraadslid in de provincie Luik, waarna hij bij de verkiezingen van juni 1886 verkozen werd tot lid van de Kamer van volksvertegenwoordigers voor het arrondissement Borgworm. Hij bleef dit mandaat bekleden tot in 1898 en was nogmaals volksvertegenwoordiger van januari tot juni 1900. Vervolgens werd hij verkozen tot senator verkozen voor het arrondissement Hoei-Borgworm en vervulde dit mandaat tot in 1919. Zowel in de Kamer als in de Senaat was hij zeer actief.
Ancion was ook actief in de ondernemingswereld. Zo was hij bestuurder van:
- Nouvelle Banque de l'Union,
- S.A. de Visé,
- Banque Belge du Commerce et de l'Industrie,
- S.A. de Construction de Morlanwelz,
- Chemin de Fer de Termonde à Saint-Nicolas,
- Crédit Général Liégeois (voorzitter),
- Société Cotonnière de Saint-Etienne du Rouvray,
- Société du Chamin de fer de Maaseik (voorzitter),
- Compagnie Générale française de Tramways,
- Achener Hutten,
- Charbonnage du Gosson-Lagasse,
- Société Internationale des Ciments et Brevets Stein (voorzitter),
- Caisse Commerciale de Bruxelles,
- Tôleries de Konstantinowska (voorzitter),
- Usines et Aciéries Léonard Giot (voorzitter),
- Tramways de Barcelone à San-Andres,
- Usines et Aciéries de l'Entre-Sambre-et-Meuse,
- Charbonnage de Bonne Fin (voorzitter),
- Compagnie Générale des Conduites d'Eau (voorzitter),
- Société des Eaux de la Banlieue de Paris,
- Entrepris de Conduites d'eau Napolitaine (voorzitter),
- Société des Chamins de fer et Tramways du Var et du Gard,
- Gelsenkirchener Bergwerke,
- Société Métallurgique des Terres Rouges,
- Ateliers de Tombay.

## Adel
In 1898 verkreeg Ancion opname in de erfelijke adel, met de bij eerstgeboorte overdraagbare titel van baron. De adel ging over op zijn zes kinderen. De baronstitel werd geërfd door zijn oudste zoon, Alfred Dieudonné Ancion (1869-1947), en zijn nakomelingen. In 1920 kreeg de tweede zoon, Dieudonné Louis Ancion (1872-1953), eveneens een baronstitel, overdraagbaar bij eerstgeboorte, met afstammelingen tot heden.